# Вечірній Васильків
«Вечі́рній Василькі́в» — васильківська міськрайонна громадсько-політична газета.
Заснована в 1992 році директором Васильківської друкарні Бригинцем Миколою Івановичем. Зазнала переслідувань у часи президентства Леоніда Кучми та головування у Київській ОДА Анатолія Засухи. Під тиском влади і внаслідок фінансової скрути в середині 2001 року припинила вихід.
Відновлена на початку 2006 року з ініціативи Ігоря Мосійчука — нинішнього головного редактора. Тижневик, виходить щопонеділка накладом 3000 прим. Реєстраційне свідоцтво КІ № 963-ПР від 1 вересня 2006 року, видане Київським обласним управлінням юстиції.